# Wiebke Silge
Wiebke Silge (Münster, 16 luglio 1996) è una pallavolista tedesca, centrale del PTSV Aachen.

## Carriera

### Club
La carriera di Wiebke Silge inizia a livello giovanile nella squadra dell'Ostbevern; nella stagione 2011-12 viene ingaggiata dall'Münster, con cui partecipa al campionato di 2. Bundesliga, fino alla stagione 2013-14, quando passa alla prima squadra, in 1. Bundesliga.
Nella stagione 2015-16 si accasa al Potsdam, dove gioca per un biennio, finché nel 2017 chiude la propria carriera professionistica per dedicarsi agli studi. Torna quindi a giocare nell'Ostbevern, impegnato nella terza divisione del campionato tedesco, conquistando nel 2019 la promozione in 2. Bundesliga.
Nel campionato 2020-21 torna a giocare a livello professionistico, approdando nella Lega Nazionale A svizzera col Kanti. Dopo un biennio con le elvetiche, nella stagione 2022-23 torna a giocare nella massima divisione tedesca, ingaggiata dal PTSV Aachen.

### Nazionale
Oltre a partecipare alle competizioni con le nazionali giovanili tedesche, nel 2014 ottiene le prime convocazioni nella nazionale maggiore, con cui vince, nello stesso anno, la medaglia d'argento all'European League.

## Palmarès

### Nazionale (competizioni minori)
- Montreux Volley Masters 2014
- European League 2014